# ランディ・バース
ランディ・バース（英語: Randy Bass、本名：ランディ・ウィリアム・バス（英語：Randy William Bass）、1954年3月13日 - ）は、アメリカ合衆国オクラホマ州ロートン出身の元プロ野球選手（内野手、外野手）、政治家。
メジャーリーグベースボール（MLB）でプレー後、1983年から1988年まで日本プロ野球機構（NPB）の阪神タイガースでプレー。登録名は「バース」。背番号は44番。6シーズンに渡る在籍は、ウィリー・カークランド、マット・マートンと並び球団の歴代外国人野手としての史上最長記録である。
NPBにおけるシーズン打率のNPB記録保持者（.389）であり、史上6人目の三冠王達成者。外国人選手ではNPB史上最多となる2度の三冠王に輝いている。
現役引退後は2004年から2019年までオクラホマ州議会上院議員（民主党所属）を務めた。

## 経歴

### 学生時代
ロートン高校時代は野球とフットボールで全州代表に選ばれた。オクラホマ大学とカンザス州立大学に勧誘されたがオクラホマ大学に進学した。1972年のMLBドラフトでミネソタ・ツインズ７巡目で指名された。

### MLB時代
MLB時代はミネソタ・ツインズ、カンザスシティ・ロイヤルズ、モントリオール・エクスポズ、サンディエゴ・パドレス、テキサス・レンジャーズを転々としていた。
MLB時代はその長打力から「ニューヨークからロサンゼルスまで飛ばす男」と言われたこともあったが、実際の評価は「ウォーニングトラック・フライボールヒッター」というものであり、加えて速球に弱いという弱点が重なりMLB通算本塁打は9本に終わっている。また、幼少時に足を複雑骨折していたことから全力疾走ができない状態であり、守れないということでレギュラー獲得には至らなかった。エクスポズ時代のチームメイトには、後に読売ジャイアンツで活躍するウォーレン・クロマティがいた。
1982年のオフ、ハワイで開催されたウインターミーティングでは、阪神のほか阪急ブレーブス、ヤクルトスワローズなどNPBの複数の球団がバースに関心を寄せていた。当時ツインズのGMだったジャック・マキーオンがバースの代理人であったアラン・ミヤサンドに「ヤクルトを優先してほしい」と声を掛けてくれていたこともあり、ヤクルトとしては改めてビデオを確認したうえで「日本では活躍できる」と確信し、契約寸前にまで至った。だが、守備難がネックで一塁しか守れなかったこと、当時のヤクルトの一塁には大杉勝男、杉浦享という強打者が二人おり被ってしまうため、当時の監督の武上四郎が急に難色を示しだし、結果的に大杉、杉浦を優先したことから合意には至らなかった。ヤクルトが撤退し、最後は阪神と阪急との間で獲得競争となり、阪神の藤江清志編成部長と阪急の矢形勝洋営業部長が契約金額を競り合ったが、ブーマー・ウェルズに着目した阪急は乗り換えて手を引いた。

### 阪神タイガース時代
1982年12月に阪神への入団が正式に決まった。
1983年の阪神入団当初は藤田平が一塁手として多用されていたこともあり、右翼手として守備に就いていたが、上記の通り全力疾走できないことと、藤田の年齢による衰えから、後に一塁手に固定される。オープン戦でいきなり死球を受け骨折した影響で、公式初出場は開幕5試合目となり来日初打席を代打で迎えるも三振に終わり、その後も安打は出ず開幕から15打席無安打という当時の球団助っ人最低記録を更新する出足となる。序盤は打撃に苦しんだものの、5月4日の対読売ジャイアンツ戦（後楽園）で来日初安打を放つと、5月7日の対ヤクルトスワローズ戦（神宮）では来日初本塁打を記録し、最終的にこの年の打撃成績は打率.288、35本塁打、83打点の好成績を記録する。また、同年のシーズン終盤には25試合連続安打も記録しており、これは2001年に桧山進次郎が28試合で更新するまで球団記録であった。
この1983年に、バースはシーズン途中で解雇されていた可能性があった。前年後半にチームが大躍進したこともあり阪神ファンは優勝への期待を募らせていたが、4月を2位で終了したものの5月途中には3勝10敗と大きく負け越してしまう。調子の上がらないバースが不調の原因との批判も多く、同期入団でミートの上手いスティーブ・ストローターの方がNPBの野球に適合しているとの評価が高かった。そんな中、先発投手陣が手薄な球団は投手のリチャード・オルセンの獲得に動く。当時の規定では外国人選手は1チーム3名（一軍同時登録・出場は2名）までしか契約できなかったこともあり、既にキム・アレン、ストローター、バースの3人の野手と契約していた球団は、このうち誰か1人を解雇する必要に迫られた。アレンは残留となったが、あとはミートは上手いが怪我が重症であったストローターか、外角に落ちる変化球をことごとく空振りするなど調子の上がらなかったバースかの選択となったが、球団はパワーの他に態度・努力・人格を評価し、バースを残留させた。その期待通りバースは後半戦から一気に調子を上げた。
1984年は打率.326としたものの、27本塁打と前年から本塁打数が減少したことにより、再度の解雇危機に陥るも、この年のオフに監督に就任した吉田義男はバースの長打力を評価していたことから球団に残留させるように求めたことにより、解雇を免れる。
1985年には元大洋ホエールズの長崎啓二を手本としたミートバッティングを独力で会得。掛布雅之、岡田彰布と強力なクリーンナップを形成。同年4月17日の対巨人戦、槙原寛己からのバックスクリーン3連発での1本がバースのこの年の第1号本塁打である。これ以降バースは破竹の勢いで打ちまくり、最終的に打率.350、54本塁打、134打点で三冠王とシーズンMVPを獲得し、チームのリーグ優勝に大きく貢献した。特にシーズンを通して3番がバース、掛布が4番という打順が多く、バースを敬遠したところで結局は4番の掛布と戦わないといけないことから、勝負せざるを得ず、バースが勝負できたことが三冠王を獲得できる成績につながったともいわれている。
西武ライオンズとの日本シリーズでは第1戦と第2戦でいずれも決勝本塁打を放つ活躍を見せ、日本シリーズでもシリーズMVPを獲得するなど、タイガースの2リーグ制後初となる日本一へと導いた。
この年は王貞治が1964年に記録したシーズン55本塁打の更新が注目されたが、54本目を打った段階で残り試合数が2試合になった。いずれも巨人戦で、その監督は王貞治。最初の試合（10月22日、甲子園）で先発した江川卓は3打席ストライクで勝負し1安打に抑えるも、他の投手は事実上の敬遠攻めであった。最終戦（24日、後楽園）の第1、2、4、5打席はストレートの四球、第3打席は先発の斎藤雅樹がバットが届くところに投じた初球の外角高めの球に飛びつくようにセンター前に単打して、結局1打数1安打4四球で記録は達成できず、翌日の報知新聞には「バース記録達成失敗」という見出しと「自分はバースに敬遠を指示しなかった」という王のコメントが掲載された。当時巨人に在籍した外国人投手のキース・カムストックは、後に自らの著書でこのことを振り返り、「バースにストライクを投げると、1球につき罰金1000ドルが課せられていた」と記している。また当時バースは、最終戦を前に「記録達成は無理だろう、私はガイジン（外人）だから」とも語っていた。一方、この敬遠攻めの影響でバースの出塁率が上昇し、前日まで9厘差でトップだった吉村禎章（当日4打席で出塁0）を最終打席で.0005差で抜いたことで、バースは最高出塁率のタイトルも獲得した。結果的にバースは当時表彰タイトルだった最多勝利打点と併せ、打撃部門5冠に輝いた。ちなみにバースは、翌年の7試合連続本塁打記録を賭けた対戦（後述）と合わせ、記録を恐れず真っ向勝負してきた江川を高く評価し、「本当にファンタスティックだった」「江川は素晴らしいピッチャーだったし、いつも勝負してきた。敬意を表するし、尊敬もしている」とコメントしている。
西武ライオンズとの日本シリーズはセ・リーグの名遊撃手であった吉田義男と広岡達朗が監督として戦う因縁の対決であった。バースは第1戦から第3戦で3試合連続本塁打（第1戦は工藤公康の外角カーブを左翼へ決勝3ラン、第2戦は高橋直樹の110 km/hの外角カーブを左翼へ決勝2ラン、第3戦は工藤公康から右翼へ3ラン）を放ち、第2戦には守備でも歴史的ファインプレーを見せる（後述）など攻守にわたる大活躍でチームを牽引。阪神を1リーグ時代から約38年ぶり、2リーグ制になってからは初の日本シリーズ優勝に導き、バースはシーズンと日本シリーズの両方でMVPを獲得する快挙を達成した。なお阪神が次に日本シリーズ優勝したのは2023年であることから、バースは38年もの間阪神唯一の日本シリーズMVP獲得者だった。
新ストライクゾーンが導入された1986年4月、開幕試合の大洋戦は5打数無安打としたものの、8試合目に3割台とし、5月は6試合連続マルチ安打を記録、5月下旬から6月にかけて16打数12安打で打率.369に上げ、5月31日にはこの年初めて首位打者に立ち、以降譲ることなく打率をさらに上げて、7月2日の大洋戦で5打数4安打として打率を.402と4割に乗せる。7月8日に.407としたのをピークに中日の小松辰雄に4打数無安打で抑えられ、打率4割を切り、その後25打数無安打とスランプに入り.376まで落とすが、8月に入り12日に.399まで戻す。8月以降は各試合終了時点で打率4割を越えることはなかったが、8月は.390を割ることはなかった。9月は3日と19日に.389としたものの、9月終了時点で.394とした。10月、打率4割の可能性はまだ残っていたものの、7日の大洋戦と続く広島戦で無安打で.388に落とし、14日の最終戦の大洋戦で2打数2安打で.389、打率のNPB記録を更新し、他にも47本塁打、109打点の成績を挙げ、ロッテオリオンズの落合博満と共に、2年連続三冠王となった。バースは規定打席到達後、それまで張本勲が持っていたシーズン打率.383のNPB記録を下回ってしまうと日本の投手がそれ以上勝負してくれないのではないかと考え、監督に直訴してそれ以降の試合を欠場させてもらうつもりでいたが、結局一度も下回ることはなく、最後まで打席に立ち続けた。
また、32歳のバースは日本の球場なら左方向に打っても本塁打になることを悟り、左翼への本塁打を量産し、この年の6月26日には王貞治と並ぶ7試合連続本塁打のNPBタイ記録を達成。6月18日高野光から左翼へ16号ソロ（甲子園球場）、19日荒木大輔から右翼へ17号2ラン（甲子園）、20日郭源治から左翼ポールへ18号2ラン（甲子園）、21日鈴木孝政から左翼へ19号ソロ（甲子園）、22日平沼定晴の内角フォークを左翼へ20号2ラン（甲子園）、24日はルーキー桑田真澄が投じた114 km/hのド真ん中のカーブをバックスクリーン右へ21号2ラン（後楽園球場）、タイ記録達成の26日は5対5で迎えた8回表に球数120超の江川卓が投じたこの打席2球目136 km/hの真ん中の高さの内角直球を後楽園球場の右翼場外の釣具店の屋根まで運んだ飛距離約150mの決勝22号ソロ（通算138号）だった。このときは記録を達成したバースのみならず、この試合でバースに投じた12球のうち11球が直球の真っ向勝負を挑んだ江川に対しても賛辞が贈られた。当時、江川以外でバースに真っ向勝負を挑んだ投手として広島東洋カープの津田恒実がおり、バースに対して全て150 km/h超のストレートで挑み、3球三振に仕留めたこともある。この試合後、津田に対してバースは「ツダはクレイジーだ」とコメントしている。
他にも5月30日の6・8回と関根浩史から本塁打を放つと翌6月1日には1回と4回に欠端光則から本塁打を打って2日にわたって4打数連続本塁打、13試合連続打点（前述の7試合連続本塁打からスタートし、7月4日まで）や、シーズン長打率.777（2013年にウラディミール・バレンティンが.779でバースの記録を更新）といったNPB記録を次々に達成。OPSも王貞治の1.293（1974年）に次ぐ歴代2位となる1.258を記録した。しかしMVPには、優勝した広島の北別府学が選出された。
1987年には落合博満がトレードで中日ドラゴンズに移籍し「三冠王対決」と騒がれたが、両者とも成績を落として無冠に終わる。また、前年から囁かれていた監督の吉田義男との確執がエスカレートした。無冠に終わり、チームが低迷したこの年、雑誌のインタビューで吉田監督批判を行ったため、球団からペナルティとして罰金を科せられるという事件もあったが、この罰金は最終的にうやむやになってしまい、実際には払われなかった。なお、インタビューを行ったロバート・ホワイティングは責任を感じてバースに同額を支払っている。
1988年、水頭症を患った長男への対応を巡り球団と対立し、シーズン途中の6月27日に解雇された。家族の疾病の際には球団が医療費を負担する契約になっていたため、多額の医療費負担を恐れたゆえの解雇だった。バースの家族の任意保険加入を失念した球団の手落ちであった。この経緯は、退団後に発売された自伝『バースの日記』でも述べられている。バース退団後の7月19日、当時の阪神球団代表だった古谷真吾が東京都内のホテルで飛び降り自殺する事件が起きた。一連のトラブルで球団とバースとの間で板挟みになったのではないかと報じられた。この一件は、のちに球団側が示談金を支払い解決している。まだ34歳で肉体的な衰えも見られなかったことから、MLBの3球団からオファーが届いた。そのほか、ヤクルトスワローズや中日ドラゴンズ、そして福岡に移転したばかりの福岡ダイエーホークスといった球団への移籍がたびたび報じられたが、結局同年をもって現役生活を終えた。1989年11月には、長男の病気が快方に向かう一方、牧場経営の不振から中日や日本ハムファイターズへの売り込みを行ってたが、実質2年間のブランクと高年齢から獲得に至る球団はなかった。
1988年当時監督だった村山実とベテラン選手たちの関係性は冷えきっていた。『バースの日記』（集英社文庫）では「罰則のハードなランニングをしたからといって我々が上達するというのか。全くバカな話である」と根性論の指導法に疑問を呈している。また、村山が自分の若いころの武勇伝を語る結婚式のスピーチは「全く場違いなバカなスピーチだった」と一蹴した。試合後は選手会ミーティングで、「どうせ監督は来年クビだろう」などと盛り上がった生々しい様子が記録されている。2023年時点では阪神タイガースや関係者に対するわだかまりや悪印象は拭えたともとれるコメントがみられ、確執のあった吉田に対し「素晴らしい采配」と認める発言をしている。

### 選手引退後
帰国後は本業の農場経営の傍ら、1998年から2003年まで読売ジャイアンツのスカウトをしていたとしている。また2000年から2003年までは、ロートンハイスクールで女子ゴルフのコーチを務めていた。

#### 日本での活動
選手引退後もイベントなどで度々訪日している。1995年から開催されているサントリードリームマッチには毎年必ず出場している他、プロ野球マスターズリーグにも大阪ロマンズの選手として登録されている。かつてのライバルであった大野豊とは、直球とフルスイングでファンを沸かせているが、現役時代と変わらぬ体型と肉体を維持し、140 km/hを超える大野の直球に、今のところ全打席三振を喫している。サントリーモルツ（モルツ球団）、日産・サニー（B14型系）などCMにもいくつか出演（詳細は後述）し、また東京スター銀行大阪支店名誉支店長にも就任した。2007年8月19日に放送された『24時間テレビ 「愛は地球を救う」』で人生が変わる瞬間の“女子ソフトメダリストからヒットを狙う”コーナーに打者として出演した（結果は凡退）。
医療費支払い問題で一度は拗れた阪神との関係は後に改善されており、2008年8月28日の阪神対中日戦（甲子園球場）では始球式を行い、テレビ解説にも登場した。8月29日には『わくわく宝島SP』（読売テレビ）にも登場し「10年に1度来日している」とも語っている。翌2009年11月にも来日し、奈良県で2010年に開催の「平城遷都1300年祭」への支援として奈良県に100万円を寄付した。これは当時、阪神選手時代から長らくイメージキャラクターを務めていたユニットバス製造メーカー「日ポリ化工」が奈良県香芝市に本社があることから、「奈良への恩返し」の意味合いも込めているという（日ポリ化工とは2014年頃に契約終了）。
2012年にはクイズ☆タレント名鑑（TBS系列）で「掛布と2者連続でホームラン（アベックホームラン）が打てるか？」という企画に挑戦するために来日（当初はこれに岡田も参加し「バックスクリーン3連発を再現できるか？」だったがスケジュールの都合のため、岡田は参加できなかった）した。
2023年1月13日には、エキスパート部門で野球殿堂入りを果たす。NPBで外国人枠（外国籍）にて入団した選手としては、同年のプレイヤー部門で選出されたアレックス・ラミレスとともに初の野球殿堂入りを果たした。
2023年3月31日の阪神対DeNA戦（京セラドーム大阪）では始球式を行い、満員の観客から大声援を受けた。この来日を紹介する動画では、岡田監督・平田ヘッドコーチとの軽妙なやり取りで、いまだに仲が良いことがうかがえる。
2025年4月29日、日本政府より旭日小綬章が授与されることが発表された。

## 政治活動

### アメリカ合衆国での活動
2001年に故郷であるロートンの市議会議員に当選した。1期務めた後、2004年のオクラホマ州議会上院議員選挙で地元第32区における民主党の候補者指名を受ける。大統領選挙一般投票と同日である11月2日の投票では9,809票を獲得し、35票の僅差で共和党のイーストン候補を破り初当選した。2006年11月には63.34パーセントの得票率で勝利して再選を果たしている。2010年は民主党予備選挙・本選挙とも対立候補が無く当選した。2014年にも民主党予備選挙では対立候補が無く、また共和党側は予備選挙中に唯一の立候補者が辞退したため、再び対立候補無しで当選した。連続4選。会派のリーダーである少数党院内総務を務め、その後は少数党名誉院内総務となる。任期制限により、2018年の改選には出馬できず、2019年1月3日に任期満了で退任した。現在第32区の後任は共和党のジョン・マイケル・モンゴメリー（John Michael Montgomery）が務める。

## 選手としての特徴

### 打撃
バースが高い成績を残せた理由としては、苦手としていた速球投手がNPBに少なかったこと、NPBに順応しようと努力していたことが挙げられている。ブーマー・ウェルズから日本球場の特徴を聞いたことや、掛布雅之が浜風の強い甲子園対策として身に付けていた独特の流し打ちを伝授したこともバースの打撃の幅を広げ、持ち前のパワーと相まって驚異的な成績を残すことになる。狭い球場や左方向に強い風が吹いている時には、軽く流し打ちをしただけでレフトスタンドへの本塁打になるほどだった。1985年の日本シリーズ第1・2戦の本塁打などはその典型である。
長崎啓二の打撃を徹底的に研究しており、長崎が打った日本シリーズ第5・6戦の本塁打を指し、「ボクの本塁打はたまたま風に乗っただけだよ。その点、ナガサキの本塁打は本物だった」と絶賛していた。また、四番に掛布がいることで敬遠されずに勝負してもらえたから獲れた、とNumber誌のインタビューで答えている。
他にも川藤幸三から将棋を教わったりするなど、野球以外の面でも世話になったことから多大な恩義を感じており、日本球界を去ってから35年経った2023年1月に野球殿堂入りが決まった直後に寄せたビデオメッセージや、同年のオールスター第1戦試合前の表彰式においても、掛布、岡田らとともに川藤の名前も（フルネームで）挙げて感謝の言葉を述べた。
規定打席に到達した5シーズンのうち、OPSでリーグ1位を3回、リーグ2位を2回記録している。
バースと同年齢で、また同一シーズンで三冠王を獲得（バースと落合によるセ・パW三冠王誕生は史上初であった）したこともあった落合博満は、バースの打撃を「頭のいい打撃」と高く評価している。

### 守備
一塁手としての守備範囲は狭かったが捕球は堅実で、多くのファインプレーでチームのピンチを救った。1985年の日本シリーズでは、当初対戦相手の西武の広岡達朗監督が「阪神の弱点はバースの守備」と公言していたが、10月27日の第2戦7回一死一・三塁で辻発彦がカウント1ストライク2ボールでの4球目に実行したプッシュバント・スクイズを右手（素手）でつかみ、三塁走者の秋山幸二を本塁で補殺したプレーなどで日本一に貢献。広岡は評価を改めて「あの怪物にはアメリカに帰ってもらいたいですね」とコメントした。
NPB一年目は一塁手以外にも、外野手、主に右翼手として出場していたが、入団から懸念されていた守備力の低さを露呈した。1983年のシーズンにはバースの他にキム・アレン、スティーブ・ストローターのいずれも外野手二人がおり、守備力の劣るバースはこの二人にポジションを譲ることが幾度とあったものの、アレンは怪我のため5月に二軍落ち、ストローターは自打球で左足を骨折したうえ6月に外国人投手を補強するために解雇され、バースもベテランの一塁手である藤田平からポジションを奪い、一塁手に定着することができた。しかし同年オフ、守備力の低さを理由に、一時は解雇も検討された。翌1984年オフにも解雇の話は持ち上がったが、監督再任となった吉田義男が「守備力の低さを差し引いてもお釣りがくる打力である」という理由で解雇に反対し、残留した。後年では、日本球界時代にそのまま当初の方針通り外野手を続けていたらバースの三冠王獲得は無かったとも言われる。

### その他
バースは膝が悪くプレー中は装具を着用しており、足が速いとは言い難かったが、走塁は上手かったと真弓明信と池田親興が振り返っている。長期ロードにより選手は地元を長く離れてのやり辛さ、特に家族がいるものは会えない寂しさから尚更メンタルの問題もあるがバースは「その時期は家族は本国に帰っているから、もともと一人で慣れていた（から大丈夫だった）」と述べており、長期ロードを（あくまでも比較的ながらだが）他の選手たちよりも苦にしていなかったという。

## 人物

### 名前
名字は正しくは「バス」[bæs]と発音するが、当時阪神バスが球団親会社である阪神電鉄の直営事業だったこともあって、好調時に「阪神バス大爆発」、怪我をしたときに「阪神バス故障」、不振時に「阪神バス急ブレーキ」「阪神バス大渋滞」などとスポーツ紙等といったマスコミに揶揄されることを嫌った球団側の配慮で、あえて音を延ばした「バース」を登録名とした。

### ひげ
バースのひげは彼のトレードマークだったが、1986年キャンプ中の2月11日、ジレット社のひげ剃りの広告でひげを剃った姿を披露し、ファンを驚かせた。この広告は2日連続で新聞に掲載されたもので、最初の日が「明日のオレを見てくれ」というキャプションでひげ剃り前の写真、翌日がひげ剃り後の写真であった（ティーザー広告）。テレビコマーシャルも放送されており、「俺はひげを剃れない。絶対に剃れない」とひげをそる前にコメントし、その後ひげを剃って「剃刀の三冠王」と宣伝していた。
この“ひげ剃り料”は当時として破格の1億円だったとされるが、起用したジレット社の経常利益はバース効果でその約100倍の約100億円になった。キャンプに参加するため来日した時にすでにひげは元通りになっていた。ただし1983年の来日当初はあごひげがないなど、後年おなじみとなる風貌とは若干異なっていた。

### 好物
選手として日本野球に馴染むために日本そのものを好きになる一環で日本で食べられる料理にも凝っており、現役引退後の嗜好の一つとなった。神戸牛が大好物である。アメリカ産牛肉の対日輸出問題について「日本人が牛肉にかける思い・情熱を私ほど理解している政治家はアメリカにはいない」「日本人が輸入にナーバスになる心情が良く理解できる」と語っている。また甲子園球場内のうどんも好んで食べていた。

### 私生活
私生活では阪神退団後に離婚するが、のちに再婚して1児をもうける。なお、前妻との間にも二人いる。幼いころに重病を患った長男は結婚し、グッドイヤーに勤めている。また、子供たちも結婚し、孫にも恵まれている。
8歳のときにアメリカの競馬場でホットワーカー（厩務員）をした経験があり、日本では親交があった翻訳家・平尾圭吾のすすめで社台サラブレッドクラブの一口馬主となっていた。2011年時点ではアメリカのローカル競馬に出走する競走馬を5頭所有する馬主となっている。
ルーテル教会に属し、教会役員（長老）に就いている。
同じく日本で成功を収めた元プロレスラーのスタン・ハンセンとは一時近くに住んでいたこともあり親交があるという。

### 史上最強の助っ人
2度の三冠王に輝き、1985年には阪神の優勝および日本一に貢献した事から、当時を知る阪神ファンからは「神」と呼ばれる事も多い（球団名を一文字に略した場合、阪神は「神」になることから、新聞やテレビの紹介テロップではバース（神）と書かれたことが多いのも要因）。なお、平成以降に存在したプロ野球13球団のうち、阪神を除く12球団が21世紀に入り最多本塁打を獲得した選手を出しているが、阪神からは1986年のバースを最後に、最多本塁打タイトルを獲得した選手は出ていない。
球界内外では現在でも「史上最強の助っ人」と言われることが多い。高田文夫の著書によれば、モルツ球団が張本勲の打順を3番にした際、4番のつもりの張本は激怒して「4番は誰が打つんだ!?」と関係者に詰め寄るも「バースです」との回答に暫し沈黙し「それなら仕方ないな」と納得したという。
2018年10月22日にテレビ朝日系列で放送された「中居正広のスポーツ！号外スクープ狙います！ プロ野球・最強助っ人外国人ランキング」において、プロ野球ファン1万人と元プロ野球選手のレジェンドOBによるアンケートの結果、最強助っ人外国人ランキングで第1位に選ばれた。
バースとの入れ替わりで1988年に入団したルパート・ジョーンズを筆頭に、阪神が主にMLBで実績のある左打ちの外国人野手と契約またはオープン戦などで阪神の外国人野手が活躍したことをマスコミが報じる際、選手に期待を抱かせる意味を込めて「バースの再来」などの見出しで伝えることが多い。しかし、その多くは大した活躍ができずに退団するケースが多い。デイリースポーツの記者であるトレバー・レイチュラは「『バースの再来』って言葉、そろそろNGワードにしない？」と2020年に記事にし、助っ人を軽々しくバースの再来と呼ぶ風潮に疑問を呈した。

## 詳細情報

### 年度別打撃成績
| 年 度    | 球 団    | 試 合 | 打 席 | 打 数 | 得 点 | 安 打 | 二 塁 打 | 三 塁 打 | 本 塁 打 | 塁 打 | 打 点 | 盗 塁 | 盗 塁 死 | 犠 打 | 犠 飛 | 四 球 | 敬 遠 | 死 球 | 三 振 | 併 殺 打 | 打 率 | 出 塁 率 | 長 打 率 | O P S |
| -------- | -------- | ----- | ----- | ----- | ----- | ----- | -------- | -------- | -------- | ----- | ----- | ----- | -------- | ----- | ----- | ----- | ----- | ----- | ----- | -------- | ----- | -------- | -------- | ----- |
| 1977     | MIN      | 9     | 19    | 19    | 0     | 2     | 0        | 0        | 0        | 2     | 0     | 0     | 0        | 0     | 0     | 0     | 0     | 0     | 5     | 0        | .105  | .105     | .105     | .211  |
| 1978     | KC       | 2     | 2     | 2     | 0     | 0     | 0        | 0        | 0        | 0     | 0     | 0     | 0        | 0     | 0     | 0     | 0     | 0     | 0     | 0        | .000  | .000     | .000     | .000  |
| 1979     | MON      | 2     | 1     | 1     | 0     | 0     | 0        | 0        | 0        | 0     | 0     | 0     | 0        | 0     | 0     | 0     | 0     | 0     | 0     | 0        | .000  | .000     | .000     | .000  |
| 1980     | SD       | 19    | 57    | 49    | 5     | 14    | 0        | 1        | 3        | 25    | 8     | 0     | 0        | 0     | 0     | 7     | 1     | 1     | 7     | 0        | .286  | .386     | .510     | .896  |
| 1981     | SD       | 69    | 201   | 176   | 13    | 37    | 4        | 1        | 4        | 55    | 20    | 0     | 1        | 3     | 1     | 20    | 1     | 1     | 28    | 7        | .210  | .293     | .313     | .605  |
| 1982     | SD       | 13    | 34    | 30    | 1     | 6     | 0        | 0        | 1        | 9     | 8     | 0     | 0        | 0     | 1     | 2     | 0     | 1     | 4     | 0        | .200  | .265     | .300     | .565  |
| 1982     | TEX      | 16    | 52    | 48    | 5     | 10    | 2        | 0        | 1        | 15    | 6     | 0     | 0        | 0     | 2     | 1     | 0     | 1     | 7     | 1        | .208  | .231     | .313     | .543  |
| '82計    | TEX      | 29    | 86    | 78    | 6     | 16    | 2        | 0        | 2        | 24    | 14    | 0     | 0        | 0     | 3     | 3     | 0     | 2     | 11    | 1        | .205  | .244     | .308     | .552  |
| 1983     | 阪神     | 113   | 420   | 371   | 69    | 107   | 15       | 0        | 35       | 227   | 83    | 0     | 1        | 0     | 5     | 39    | 2     | 5     | 57    | 13       | .288  | .360     | .612     | .971  |
| 1984     | 阪神     | 104   | 407   | 356   | 57    | 116   | 16       | 0        | 27       | 213   | 73    | 1     | 0        | 0     | 4     | 38    | 3     | 9     | 64    | 8        | .326  | .400     | .598     | .999  |
| 1985     | 阪神     | 126   | 570   | 497   | 100   | 174   | 21       | 0        | 54       | 357   | 134   | 1     | 0        | 0     | 3     | 67    | 5     | 3     | 61    | 14       | .350  | .428     | .718     | 1.146 |
| 1986     | 阪神     | 126   | 541   | 453   | 92    | 176   | 31       | 2        | 47       | 352   | 109   | 2     | 0        | 0     | 4     | 82    | 18    | 2     | 70    | 9        | .389  | .481     | .777     | 1.258 |
| 1987     | 阪神     | 123   | 518   | 453   | 60    | 145   | 15       | 2        | 37       | 275   | 79    | 1     | 0        | 0     | 1     | 60    | 13    | 4     | 70    | 8        | .320  | .403     | .607     | 1.011 |
| 1988     | 阪神     | 22    | 94    | 78    | 9     | 25    | 2        | 0        | 2        | 33    | 8     | 0     | 0        | 0     | 3     | 13    | 0     | 0     | 15    | 5        | .321  | .404     | .423     | .827  |
| MLB：6年 | MLB：6年 | 130   | 366   | 325   | 24    | 69    | 6        | 2        | 9        | 106   | 42    | 0     | 1        | 3     | 4     | 30    | 2     | 4     | 51    | 8        | .212  | .284     | .326     | .610  |
| NPB：6年 | NPB：6年 | 614   | 2550  | 2208  | 387   | 743   | 100      | 4        | 202      | 1457  | 486   | 5     | 1        | 0     | 20    | 299   | 41    | 23    | 337   | 57       | .337  | .418     | .660     | 1.078 |

- 各年度の太字はリーグ最高
- 赤太字はNPB最高

### タイトル
NPB
- 首位打者：2回（1985年、1986年）※2年連続はセ・リーグ4位タイ、外国籍では王貞治・パウエルに次ぐ歴代3位タイ
- 本塁打王：2回（1985年、1986年）
- 打点王：2回（1985年、1986年）
- 最高出塁率：2回（1985年、1986年）
- 最多安打：2回（1985年、1986年）※当時連盟表彰なし（1994年より表彰）
- 最多勝利打点：1回（1985年）

### 表彰
NPB
- 最優秀選手：1回（1985年）
- ベストナイン：3回（1985年 - 1987年）
- 日本シリーズMVP：1回（1985年）
- 月間MVP：2回（1985年4月、1986年6月）
- 日本プロスポーツ大賞：1回（1985年[56]）
- 野球殿堂エキスパート表彰（2023年[57][58]）

### 記録

#### NPB
初記録
- 初出場：1983年4月16日、対読売ジャイアンツ2回戦（阪神甲子園球場）、8回表に一塁手として出場
- 初先発出場：1983年4月24日、対中日ドラゴンズ2回戦（ナゴヤ球場）、3番・左翼手として先発出場
- 初打点：同上、6回表に三沢淳から
- 初安打：1983年5月4日、対読売ジャイアンツ5回戦（後楽園球場）、6回表に吉竹春樹の代打として出場、江川卓から適時打
- 初本塁打：1983年5月7日、対ヤクルトスワローズ2回戦（明治神宮野球場）、6回表に梶間健一からソロ

節目の記録
- 100本塁打：1985年8月24日、対ヤクルトスワローズ17回戦（岡山県野球場）、4回裏に荒木大輔からソロ ※史上142人目
- 150本塁打：1986年8月19日、対横浜大洋ホエールズ19回戦（横浜スタジアム）、8回表に遠藤一彦から中越ソロ ※史上82人目
- 200本塁打：1987年10月3日、対ヤクルトスワローズ25回戦（明治神宮野球場）、7回表に荒木大輔から2ラン ※史上54人目（外国人選手7人目）

その他の記録
- 三冠王：2回（1985年、1986年）※史上6人目、セ・リーグ20世紀最後の達成者
- シーズン打率.389：1986年 ※日本記録
- 97試合でシーズン40本塁打到達：1985年 ※史上最速[59]
- 25試合連続安打：1983年9月6日 - 1983年10月15日
- 5試合連続本塁打：1985年4月17日 - 1985年4月22日
- 4打席連続本塁打：1986年5月31日 - 1986年6月1日 ※史上12人目13度目、史上2位タイ[59]
- 4打数連続本塁打：同上 ※史上10人目、史上2位タイ[59]
- 13試合連続打点：1986年6月18日 - 1986年7月4日 ※日本記録[60]
- シーズン134打点：1985年 ※村上宗隆と並ぶ左打者の日本記録[61]
- シーズン22勝利打点：1985年 ※日本記録
- 4試合連続勝利打点：1985年10月9日 - 1985年10月14日
- 甲子園球場5試合連続本塁打：1986年 ※1960年藤本勝巳、2023年牧秀悟と並ぶ日本記録[62]
- オールスターゲーム出場：3回（1985年、1986年、1987年）
- 7試合連続本塁打：1986年6月18日 - 1986年6月26日 ※王貞治に次いで史上2人目、日本タイ記録[63]

| 1986年7試合連続本塁打 | 1986年7試合連続本塁打 | 1986年7試合連続本塁打 | 1986年7試合連続本塁打 | 1986年7試合連続本塁打 | 1986年7試合連続本塁打 | 1986年7試合連続本塁打 |
| #                     | 日付                  | 対戦チーム            | 回戦                  | 投手                  | イニング              | 球場                  |
| --------------------- | --------------------- | --------------------- | --------------------- | --------------------- | --------------------- | --------------------- |
| 1                     | 6月18日               | ヤクルト              | 11                    | 高野光                | 1回                   | 甲子園球場            |
| 2                     | 6月19日               | ヤクルト              | 12                    | 荒木大輔              | 1回                   | 甲子園球場            |
| 3                     | 6月20日               | 中日                  | 13                    | 郭源治                | 3回                   | 甲子園球場            |
| 4                     | 6月21日               | 中日                  | 14                    | 鈴木孝政              | 2回                   | 甲子園球場            |
| 5                     | 6月22日               | 中日                  | 15                    | 平沼定晴              | 3回                   | 甲子園球場            |
| 6                     | 6月24日               | 巨人                  | 11                    | 桑田真澄              | 4回                   | 後楽園球場            |
| 7                     | 6月26日               | 巨人                  | 12                    | 江川卓                | 8回                   | 後楽園球場            |

### 背番号
- 2（1977年）
- 7（1978年）
- 41（1979年）
- 5（1980年 - 1982年）
- 35（1982年）
- 44（1983年 - 1988年）

## 関連情報

### テレビCM
以下の各CM（一部は新聞などの広告にも起用）に出演し、日本語を披露したCMもあった。なお、当項に記したセリフはすべて原文ママである。
- ジレット「アクタスプラス」（1986年）
  - 「俺はひげを剃れない」と言った後、ひげを剃って「剃刀の三冠王だ」と話すCMと「ジレットでバースしよう」と言った後、ひげをそるCMが放映された。「ランディ・バース#ひげ」も参照。
- ミズノ「ワールドウィン・ベースボールグッズ」（1987年）
  - 落合博満と共演。1985年と1986年に三冠王を獲得した打者[注 15][64]が共演したCM（打撃シーンは合成）であった。
- 成田珈琲（1990年、企業広告「いらっしゃい」篇） - 兵庫県ローカル
  - 夜のリビングでくつろぐ妻のもとに帰ってきた夫役として出演。
- サントリー「モルツ」（1995年 - 1996年）
  - 1995年はモルツ球団の打者として出演し、ホームランを放つ。美保純（モルツ球団のテレビ中継に熱が入った夫に呆れる妻役）と共演したCMもあった。
  - 1996年はモルツグランコートの懸賞企画に出演。
- 日産自動車「日産・サニー EXサルーンスプレンド」（1996年、「パパはサンタクロース」篇）
  - サンタクロースに扮した父親役で出演し、娘役を演じた一色紗英と共演。終盤に自動車ディーラーが映るが、このシーンで一色とバースは野球のマネをしている（一色は投手役、バースは打者役）。
- 日ポリ化工「システムバス」（2000年代後半、バースのバスルーム篇） - 関西ローカル
  - 木造校舎の校庭で野球を楽しみ、「I am a Bass」と自己紹介をした後、自宅の風呂に入浴して「This is a bath」と語っている。
- バンダイ「プロ野球オーナーズリーグ」（2011年、バース篇）
  - 阪神タイガースに在籍していた当時のユニフォーム姿で出演し、フルスイングを披露した[65][66]。
- NTTドコモ「シニアはじめてスマホ割」（2015年、「得ダネを追え！シニアはじめてスマホ割 バース・掛布・岡田」篇）[67]
  - 写真のみ出演（当時61歳）。掛布雅之（当時60歳）・岡田彰布（当時57歳）も写真のみ出演[68]。岡田はシニア割引の対象（60歳以上）ではなかったため、岡田の代打に川藤幸三（当時66歳。このシーンは写真で出演）が入り、川藤が実写で出演した[68]。ドコモショップを出た川藤は「スマホデビューや」と話した。当CMには堤真一と高畑充希も出演している[68]。

### 書籍
- ランディ・バース著 平尾圭吾訳 『バースの日記。』（集英社, 1990年）ISBN 4-08-749685-6
- 平尾圭吾著 『この一年バースが言いたかったこと： オレはオレのやり方でやった』（徳間書店, 1985年）ISBN 4-19-503172-9